# Erick Aybar
Erick Johan Aybar (ur. 14 stycznia 1984) – dominikański baseballista występujący na pozycji łącznika.

## Przebieg kariery
W lutym 2002 podpisał kontrakt jako wolny agent z Anaheim Angels i początkowo grał w klubach farmerskich tego zespołu, między innymi w Salt Lake Bees, reprezentującym poziom 
Triple-A. W Major League Baseball zadebiutował 16 maja 2006 w meczu przeciwko Toronto Blue Jays jako pinch runner. 25 września 2007 w meczu z Texas Ranges zdobył pierwszego home runa w MLB. W 2011 otrzymał Złotą Rękawicę jako trzeci łącznik w historii klubu.
W 2013 był w składzie reprezentacji Dominikany na turnieju World Baseball Classic, na którym zdobył złoty medal. W lipcu 2014 po raz pierwszy otrzymał powołanie do Meczu Gwiazd, zastępując kontuzjowanego Aleksa Gordona.
W listopadzie 2015 w ramach wymiany zawodników przeszedł do Atlanta Braves, a w sierpniu 2016 do Detroit Tigers.
W lutym 2017 podpisał niegwarantowany kontrakt z San Diego Padres.

## Nagrody i wyróżnienia
| Nagroda/wyróżnienie | Lata | Źródło |
| All-Star            | 2014 | [ 7 ]  |
| Gold Glove Award    | 2011 | [ 4 ]  |